# دریاچه اشتارنبرگ
دریاچه اشتارنبرگ (آلمانی: Starnberger See) از نظر مساحت پنجمین دریاچه آب شیرین بزرگ آلمان است. با توجه به عمق زیاد، این دریاچه از نظر حجم آب دارای رتبه دوم در بین دریاچه های آب شیرین آلمان است.